# Web of Science
Web of Science는 Clarivate Analytics가 제공하는 인용색인 데이터베이스인 SCIE(Science Citation Index Expanded), SSCI (Social Sciences Citation Index), A & HCI (Art & Humanities Citation Index)를 WEB에서 동시에 검색할 수 있는 웹데이터베이스이다.
검색 결과의 해당 도서관에서 제공하는 전자저널의 원문 정보나 저널의 소장 정보, 다른 데이터베이스 정보 등을 바로 검색할 수 있는 링크를 제공한다.

## 검색가능DB
- SCIE는 전 세계에서 가장 우수한 5,452종의 과학기술분야 연속간행물의 인용색인(Citation Index) 및 관련정보를 매주 Update하여 제공하며, 매주마다 17,000건의 Article, 300,000건의 Cited Reference가 새로 추가되고 있다. SCIE는 CD-ROM판인 SCI CD Edition보다 약 2,000종의 연속간행물이 추가되어 있다
- SSCI는 사회과학분야의 중요한 1,700여종의 연속간행물에 대한 인용색인 및 관련정보와 3,300종의 과학기술 잡지에서 발췌한 정보를 매주 Update하여 제공하며, 매주 2,800건의 Article, 50,000건의 Cited Reference, 연간 13만개의 Article과 280만개의 Cited Reference가 새로 추가된다.
- A&HCI는 예술 및 인문과학분야의 1,130여종의 연간행물에 대한 인용색인 및 관련정보를 제공한다.

## 같이 보기
- ArXiv
- 구글 학술 검색
- H 지수
- 펍메드 센트럴
- 리서치게이트